# Беларусь и борьба с международным терроризмом
Республика Беларусь поддерживает политику ООН по противодействию международному терроризму и сотрудничает с другими государствами по данному вопросу.

## Основные мероприятия
С 4 июня 1994 года Беларусь является участником Договора о борьбе с терроризмом между государствами – членами Содружества Независимых Государств.
30 сентября 1997 года с Россией на уровне министерств внутренних дел подписано соглашение по антитеррористическому сотрудничеству. С 2000 года осуществляется совместная работа с Антитеррористическим центром и спецслужбами СНГ. Ведётся подготовка кадров национальных антитеррористических подразделений, обучение, обмен опытом и проведение совместных антитеррористических учений.
С 2004 по 2006 год страна ратифицировала ряд антитеррористических документов ООН, включая конвенции о борьбе с захватом заложников (1979), о борьбе с бомбовым терроризмом (1997), о борьбе с финансированием терроризма (1999), о борьбе с актами ядерного терроризма (2005).
В 2009 году 103-я отдельная гвардейская воздушно-десантная бригада ССО Беларуси включена в состав Коллективных сил оперативного реагирования ОДКБ, которые предназначены в том числе для противодействия международному терроризму.
В соответствии с пунктом 2 резолюции 2253 (2015) Совета Безопасности ООН предусмотрено введение национальных правовых мер по недопущению въезда на территорию государств либо транзита через неё фигурантов, внесённых в список лиц и организаций, причастных к «Аль-Каиде», «Талибану» и ИГИЛ.
3—4 сентября 2019 года в Минске прошла международная конференция «Борьба с терроризмом при помощи инновационных подходов и использования новых и возникающих технологий» с участием представителей свыше 50 стран. Мероприятие организовано Министерством иностранных дел и контртеррористическим управлением Организации Объединённых Наций.
В февраля 2024 года КГБ Беларуси на международном форуме в Абу-Даби установил контакты в сфере борьбы с терроризмом с Великобританией, США и Францией.

## Оценка террористической угрозы
На 2015 год, в период активного противостояния международного сообщества с ИГИЛ, в частности, после терактов в Париже, начальник контртеррористического управления КГБ Денис Осипчик в интервью для газеты «СБ. Беларусь сегодня» указал, что в стране активная деятельность членов международных террористических организаций пока не зафиксирована. При этом Осипчик упомянул о следующих угрозах:
1. Наращивание сил ИГИЛ в непосредственной близости от границ государств СНГ, в том числе работа активистов группировки на территории России и Казахстана.
2. Случаи использования иностранными боевиками–террористами Беларуси в качестве транзитной страны.
3. Создание радикальных кружков на территории Беларуси. Так, например, в ноябре 2014 года была пресечена деятельность общины салафитской направленности. В состав общины входили выходцы из мусульманских государств Центральной Азии, Северного Кавказа и вновь обращённые в ислам граждане Беларуси. Члены общины пытались обособиться, противопоставляли себя официальным религиозным объединениям. У них было изъято большое количество религиозно–экстремистской литературы.

Только за 2015 год выявлены и задержаны 14 религиозных экстремистов, причастных к деятельности террористических организаций, 6 из которых находились в международном розыске.
Наиболее всего белорусские власти беспокоит деятельность талибов в Афганистане. События в данной стране, как отмечал в 2021 году Александр Вольфович, обуславливают нарастание комплекса транснациональных вызовов и угроз, связанных с терроризмом, экстремизмом, незаконным оборотом наркотических средств, оружия и нелегальной миграцией. Кроме того, Афганистан граничит с Таджикистаном, членом ОДКБ. В связи с этим официальный Минск и его партнёры прорабатывали вопрос размещения воинских контингентов у афганской границы.
При всём том в 2019 году страна вошла в число наиболее безопасных с точки зрения террористических угроз согласно рейтингу The Global Terrorism Index.

## Контртеррористическая помощь
Политический обозреватель Александр Шпаковский отмечал, что хоть Беларусь и не участвует напрямую в боевых действиях, однако «своими действиями на международной арене, в области гуманитарного и промышленного сотрудничества оказывает немалую поддержку тем здоровым силам, которые вступили в смертельную схватку с чудовищем международного терроризма».
Так, в частности, хотя белорусские власти не раз критиковали действия США на Ближнем Востоке, в том числе в Афганистане и Ираке, но в 2010-м официальный Минск поддержал миссию ISAF в Афганистане в воздушном пространстве. Стороны заключили соглашение о железнодорожном транзите. Беларусь стала частью Северной распределительной сети, по которой осуществлялся транзит невоенных грузов в Афганистан в рамках операции Международных сил содействия и безопасности. В 2013 году было заключено дополнительное соглашение, расширяющее условия предыдущих договоренностей о транзите бронетехники стран НАТО. 
В конце июня 2014 года, в период наступления ИГИЛ в Ираке, пресс-секретарь МИД РБ Дмитрий Мирончик выступил с осуждением деятельности террористических группировок в стране. Одновременно 558-й авиаремонтный завод в Барановичах отремонтировал для нужд воюющего государства шесть российских Су-30К. Премьер-министр Нури аль-Малики заявил, что самолёты могут начать полеты над Ираком «в ближайшие несколько дней». Белорусский лидер Александр Лукашенко направил президенту Ирака Фуаду Масуму письмо, в котором поддержал действия страны в борьбе с международым терроризме и предложил свою помощь и сотрудничество. Иракский консул Али Осам Абед Али, цитируя письмо, упомянул о подготовке иракских военных в Беларуси и сотрудничестве в военно-технической отрасле.
В сентябре 2014 года Национальная ассамблея Нигерии одобрила выделение одного миллиарда долларов на борьбу с исламистами «Боко харам» на севере страны. Эти средства пошли на оплату обучения и материальных средств России, Чехии и Беларуси, чьи специалисты занимались подготовкой нигерийских военнослужащих.
Вскоре спецподразделения армии Нигерии прибыли на территорию Беларуси. Согласно информации, опубликованной на официальном сайте ЦСП БФСО «Динамо», курсы предназначался для подготовки африканских военнослужащих к борьбе с боевиками в дельте Нигера. Обучение проходило на базе 5-й бригады спецназа. Некоторое содействие оказали сотрудники МЧС Республики Беларусь. Согласно информации журналистского портала Sahara Reporters, к декабрю 2015 года в российских и белорусских военных лагерях было обучено порядка 700 нигерийских снайперов.
10 декабря 2020 года в Абудже состоялась встреча министра обороны Нигерии генерал-майора Башира Магаши с белорусской делегацией во главе с полковником Андреем Красовским. В переговорах участвовали также сотрудники «БСВТ-Новые технологии». Обсуждалась возможность повышения квалификации сотрудников спецназа. Нигерийская сторона была заинтересована в приобретении навыков сбора разведывательной информации и обучении борьбе с терроризмом. Заключённые договорённости стали дополнениями и расширением к уже имеющимся программам по контртеррористической подготовке.